# Dobersberg (Herrschaft)
Die Herrschaft Dobersberg war eine Grundherrschaft im nördlichen Viertel ober dem Manhartsberg im Erzherzogtum Österreich unter der Enns, dem heutigen Niederösterreich.

## Ausdehnung
Die Herrschaft mit (den Herrschaften) Illmau, Taxen und Peigarten umfasste zuletzt die Ortsobrigkeit über Reibers, Brunn, Dobersberg, Riegers, Merkengersch, Großharmans, Kleinharmans, Pleßberg, Reinberg, Garolden, Triglas, Kautzen, Illmau, Engelbrechts, Kleingerharts, Kleinmotten, Tiefenbach, Hohenau, Lexnitz, Großtaxen, Kleintaxen, Goschenreith und Peigarten. Der Sitz der Verwaltung befand sich im Schloss Dobersberg.

## Geschichte
Letzter Inhaber war Philipp Graf von Grünne, Obersthofmeister bei Erzherzog Karl, der 1802 die Güter Dobersberg und Illmau sowie 1812 das Gut Peigarten erwarb und diese zusammenlegte, aber seinen Besitz zunächst verpachtete. Erst 1810 widmete sich Graf Grünne persönlich seinen Gütern. Nach den Reformen 1848/1849 wurde die Herrschaft aufgelöst.